# Paul Eisler
Paul Eisler (Wenen, 1907 – Londen, 26 oktober 1992) was een Oostenrijks uitvinder. Zijn bekendste uitvinding was die van de printplaat (ook wel gedrukte bedradingskaart of printed circuit board genoemd).

## Biografie
Eisler studeerde aan de Technische Universiteit Wenen en sloot deze studie in 1930 af als ingenieur. Na een betrekking in Belgrado, waar hij radio's installeerde in treinen, werkte hij in Wenen als redacteur van een tijdschrift en maakt zo kennis met de druktechniek. Op grond van zijn joodse afkomst werd hij in 1934 door de Oostenrijkse nationaalsocialisten gedwongen om zijn baan op te geven, waarna hij in 1936 naar Londen emigreerde.
Hier experimenteerde hij voor het eerst met gedrukte bedrading en legde in 1936 zijn eerste octrooi vast. Desondanks lukte het hem niet om een industrieel bedrijf voor zijn techniek te vinden. Zo zei men bij de Engelse radioproducent Plessey: "Onze meiden [in de montage] zijn goedkoper en flexibeler".
In 1939 maakte Eisler kennis met Harold Vezey-Strong, de welgestelde eigenaar van een drukkerij in Camberwell, die in Eislers uitvinding de kans zag om een ingang te vinden in de wapenindustrie. Er werd een nieuw bedrijf opgericht, Technograph Printed Circuit Ltd, waarin Eisler voor een belang van 16½ procent in het nieuwe bedrijf de rechten van zijn uitvinding aan overdroeg voor slechts één Engelse pond sterling. Desondanks kon hij zijn uitvinding in Groot-Brittannië niet doorzetten. In februari 1943 diende Eisler patent 639178 "Manufacture of Electric Circuits and Circuit Components" in Londen in, van waaruit men routinematig deze ook bij het Amerikaanse Bureau of Standards werd ingediend.
Als begin jaren 1940 in de Verenigde Staten een naderingsontsteker voor een luchtafweergeschut ontwikkeld wordt, grijpt met daar terug op Eislers uitvinding. Na de Tweede Wereldoorlog gaf Amerika het geheim van de printplaat vrij, en vanaf 1948 werden alle elektronica in de luchtvaart uitgevoerd met gedrukte bedrading. Daarmee begon de printplaat vanuit Amerika aan haar wereldwijde zegetocht. Strongs bedrijf Technograph – waar Eisler zo nu en dan in het bestuur werkte – kon haar oorspronkelijke octrooi niet beschermen en verkreeg als gevolg hierop er weinig profijt van. Zo verloor Technograph in 1963 een rechtszaak tegen Bendix over inbreuk op hun Amerikaans patentrechten.
Eisler verliet in 1957 Technograph en werkte als zelfstandige verder. Enkele van zijn projecten waren films voor het verwarmen van "vloer en wandbekleding" en van voedsel. Het behangidee was levensvatbaar, maar de interesse nam af na de komst van goedkopere energiebronnen met de ontdekking van aardgas in de Noordzee. Veel van zijn latere uitvindingen kwamen nooit verder dan de tekentafel. Tot aan zijn overlijden in 1992 leefde hij in Londen.

## Erkenning
Hoewel Eisler geen cent verdiend heeft aan zijn uitvinding van de printplaat werd hij later toch algemeen erkend als de originele uitvinder ervan. Voor deze uitvinding verkreeg hij verscheidene onderscheidingen en prijzen uit onder andere Frankrijk, Italië en Groot-Brittannië. In 1992 verkreeg hij van de Institution of Electrical Engineers (IEE) de Nuffield Silver Medal. Het verhaal van Eislers leven en zijn werk is beschreven in een van zijn twee boeken: My Life with the Printed Circuit (1989).
- Bibsys: 90918215
- Gemeinsame Normdatei: 1089119224
- International Standard Name Identifier: 0000 0000 5527 7809
- Library of Congress Control Number: n88041938
- Nationale Bibliotheek van Israël: 987007275324305171
- Virtual International Authority File: 20140995
- WorldCat: E39PBJyrThM4WFFMRtV9dV8Bfq